# Westerfield
Westerfield – wieś w Anglii, w hrabstwie Suffolk. Leży 3 km na północny wschód od miasta Ipswich i 110 km na północny wschód od Londynu.